# Batalla de Nicea

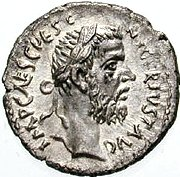
Denario romano, retrato de Gayo Pescenio Níger

La batalla de Nicea (diciembre de 193) fue un enfrentamiento militar librado entre las fuerzas leales a Pescenio Níger, Legatus Augusti pro praetore de Siria, y Septimio Severo, legado de Panonia y reconocido por el Senado romano, en el contexto de una guerra civil por el Imperio romano. Acabó con la victoria del segundo.

## Antecedentes
El general de Severo, Tiberio Claudio Candido, logró desembarcar en Asia Menor a pesar de la oposición del comandante Aselio Emiliano, leal a Níger, venciéndole en la batalla de Cícico. Poco después Emiliano era capturado y ejecutado. 
Por entonces, Níger asediaba Bizancio, pero tras estos eventos se retira a Bitinia. Fue entonces cuando la ciudad de Nicea se proclamó leal a su persona, mientras que su rival Nicomedia habría sus puertas a las tropas de Septimio.

## La batalla
Las tropas de Candido marcharon sobre Nicea desde Cío y bordeando el lago Ascanión. Antes de llegar a Nicea tomó una posición elevada y se atrincheró, mientras Níger ordena a sus tropas atacar la línea enemiga. La presencia de este último en el campo de batalla animaba a sus soldados. Arqueros en botes lanzaron andanadas desde el lago sobre la línea de Candido. Finalmente, Níger consideró inútil el ataque y ordenó la retirada. Candido no pudo perseguirlo por llegar la noche. 

## Consecuencias
Las fuerzas de Níger se dividieron, una parte se retiró a Armenia mientras que el usurpador se refugiaba en los montes Tauro.